# Libois
Libois est un village de la commune belge d'Ohey situé en Région wallonne dans la province de Namur.
Avant la fusion des communes de 1977, Libois faisait partie de la commune d'Évelette.

## Situation
Libois est un petit village implanté dans une chavée condrusienne traversée d'ouest en est par le petit ruisseau de Vyle. La localité avoisine les villages ou hameaux de Jallet, Évelette, Tahier et Résimont.

## Patrimoine
Libois, petit village de caractère,  se caractérise par la présence d'imposantes fermes en carré.
Parmi celles-ci, la ferme-château de la Vouerie appelée aussi ferme aux Trois Tours est une construction en pierre calcaire comprenant trois tours rondes dont deux datent du XVIIe siècle. La ferme est reprise sur la liste du patrimoine immobilier classé d'Ohey depuis 1977.
En face de la ferme de la Vouerie, se trouve une autre ferme imposante ayant l'originalité de posséder une cour intérieure en triangle. Elle possède aussi une tour mais celle-ci est carrée et le matériau de construction à la base en pierre calcaire se transforme en moellons de grès dans sa partie supérieure.
La chapelle Saint-Hubert a été construite entre 1772 et 1792 en pierre calcaire. L’intérieur est décoré de stucs polychromes de style Louis XV. La tour percée d'un oculus est surmontée d’une flèche octogonale en ardoises. La chapelle est reprise sur la liste du patrimoine immobilier classé d'Ohey depuis 1977 et sur la liste du patrimoine exceptionnel de la Région wallonne.
Plus au sud, à côté de la chapelle, le château de Barsy est initialement composé d'une ferme et d'un château entourés par un domaine arboré. Il a été construit au début du XIXe siècle dans un style baroque comme château d'agrément. Il fait partie des nombreux châteaux de la vallée de la Vyle. Le château et la chapelle Saint Hubert ne se visitent pas.
On note aussi la présence de la chapelle Saint Roch érigée sur le chemin du Dessous. Cette construction originale en brique n'est en fait constituée que d'un chevet en demi cercle coiffé d'un demi dôme. La façade présente une baie en arc surmontée d'un oculus, d'un fronton et d'une croix en pierre.
Le village possède aussi plusieurs anciennes habitations construites soit en pierre calcaire, soit en grès, les deux matériaux de construction classiques du Condroz.

## Tourisme
Le sentier de grande randonnée 575 traverse la localité.